# 윈터스 테일 (영화)
《윈터스 테일》(영어: Winter's Tale, 영국과 아일랜드에서는 영어: A New York Winter's Tale)은 2014년 개봉한 미국의 로맨틱 판타지 영화로, 마크 헬프린의 동명 소설이 원작이다. 어키바 골즈먼이 연출했고 콜린 패럴, 제시카 브라운 핀리, 제니퍼 코널리, 윌리엄 허트, 러셀 크로, 윌 스미스 등이 출연했다.

## 줄거리
1895년 결핵을 앓는 젊은 이민자 부부가 맨해튼에서 입국을 거부당한다. 부부는 갓난 아들이라도 미국에서 살게 하려고 아기를 선내에 전시돼 있던 작은 배 모형 안에 넣고 바다에 띄워 뉴욕 해안가로 보낸다.
20여 년 후인 1916년 아이는 피터 레이크라는 도둑으로 자라나 갱단 두목 모습을 한 악령 펄리 솜스 밑에서 일하게 된다. 펄리는 루시퍼의 천사들 가운데 하나이며, 펄리의 힘이 발동하는 영역은 뉴욕 다섯 구로 제한돼 있다. 펄리의 조직을 떠나기로 결심한 피터는 죽을 위기에 처하지만, 수호천사인 신비로운 흰색 말의 도움으로 목숨을 건진다.
피터는 플로리다주로 떠났다가 여름에 돌아오고 싶어하지만, 흰 말은 그에게 마지막으로 한 저택을 털 것을 종용한다. 그 저택에서 피터는 결핵으로 죽어가며 열을 견디려고 겨울 추위 속에서 야외 텐트 안에 누워 잠을 청하는 베벌리 펜을 만난다. 피터는 더 이상 도둑질을 하고 싶지 않다고 말하고, 베벌리는 그에게 차를 대접한다.
서로의 사연을 나누며 사랑에 빠진 두 사람. 펄리는 피터가 베벌리를 구하는 것이 피터가 일으킬 “기적”이자 운명이기에 이를 막으면 피터를 파멸시킬 수 있다고 생각해 부하들을 베벌리의 집으로 보낸다. 피터는 펄리의 칼로부터 베벌리를 구하고, 펄리가 넘어올 수 없는 호숫가 별장으로 도망친다. 그곳에서 피터는 베벌리의 가족과 만나 호감을 얻는다.
베벌리는 모든 사람은 내면에 기적을 품고 태어나며 죽으면 별이 된다는 이야기를 피터에게 해준다. 펄리는 루시퍼에게 호숫가 별장으로 갈 수 있게 해달라고 부탁하지만 거절을 당한다. 이에 펄리는 루시퍼 밑에 있는 다른 천사에게 일전에 빚진 것을 갚으라고 요구하고, 이 천사는 무도회에서 종업원인 척하여 베벌리의 음료에 독을 탄다. 피터와 베벌리가 사랑을 나누자 베벌리의 심장은 독 때문에 평소보다 빠르게 고동치고, 베벌리는 결국 죽음을 맞이한다. 장례 후 피터는 흰 말과 함께 도시로 돌아와 펄리의 공격을 받는다. 피터는 흰 말을 살리기 위해 날려 보내고, 펄리에게 맞아 브루클린교에서 떨어진다.
기적적으로 살아남은 피터는 기억을 잃은 채 100년 동안 도시를 떠돌며 인도에 분필로 붉은 머리 소녀를 그린다. 2014년, 119세가 되었지만 젊은 모습을 유지하고 있는 피터는 애비라는 소녀와 애비의 엄마 버지니아를 만난다. 이후 피터는 과거 자신의 부모가 자신을 띄워 보냈던 배 모형의 금속 명패, 베벌리의 아버지가 설립한 극장을 발견한다. 버지니아는 자신이 일하는 도서관에서 피터가 역사적 사진들을 통해 기억을 되찾게 도와주고, 그곳에서 피터는 베벌리의 여동생 윌라를 만난다.
피터는 자신이 그려 온 그림의 주인공이 애비이며, 애비가 자신의 “기적”이자 운명임을 깨닫는다. 피터는 버지니아에게 자신이 암을 앓고 있는 애비를 살릴 수 있다고 설득한다. 펄리는 피터가 아직 살아 있으며 버지니아와 함께 있다는 사실을 알게 된다. 그는 베벌리의 기적이 피터였으며, 그 때문에 피터가 베벌리를 너무 사랑해서 죽을 수 없게 되었다는 걸 알고 분노한다. 펄리는 피터의 영원한 파멸을 위해 피터와 필멸 상태로 싸울 수 있게 해달라고 루시퍼에게 부탁하고, 승리하지 못하면 펄리 본인이 영원히 소멸될 것이라는 경고를 받는다.
펄리는 버지니아의 집을 공격하고, 피터와 버지니아는 애비와 함께 옥상으로 도망친다. 흰 말이 이들을 호숫가로 데려가지만, 이제 인간 상태라 활동 영역이 다섯 구로 제한되지 않는 펄리가 바로 그들을 추격한다. 흰 말은 얼음을 깨뜨려 펄리의 부하들을 모두 물에 빠뜨려 죽이고, 피터와 펄리는 주먹다짐을 벌인다. 피터가 위기에 처한 순간 하늘에서 빛이 내려와 그가 배의 명패로 펄리를 찌를 수 있게 해준다.
펄리는 눈으로 변해 사라지고, 피터는 애비를 살리는 데 성공한다. 마지막으로 베벌리의 무덤을 찾아간 피터는 흰 말을 타고 별들 사이로 승천하고, 나이 든 윌라가 그 모습을 지켜본다.

## 출연진
- 콜린 패럴 - 피터 레이크 역
- 제시카 브라운 핀리 - 베벌리 펜 역
- 러셀 크로 - 펄리 솜스 / 악령 역
- 윌 스미스 - 판사 / 루시퍼 역
- 이바 마리 세인트 - 윌라 펜 역
- 윌리엄 허트 - 아이작 펜 역
- 제니퍼 코널리 - 버지니아 게임리 역
- 맷 보머 - 피터의 아버지 역
- 루시 그리피스 - 피터의 어머니 역
- 핀 위트록 - 게이브리얼 역
- 케빈 코리건 - 로미오 탠 역
- 그레이엄 그린 - 험프스톤 존 역
- 케빈 듀랜드 - 시저 탠 역

## 기타 제작진
- 총괄 제작: 스티븐 므누신, 브루스 버그먼
- 배역: 신디 톨란, 로라 케네디
- 미술: 나오미 쇼핸
- 세트: 레슬리 E. 롤린스